# Rotfotingar
Rotfotingar (Rhizocephala) är en överordning i infraklassen rankfotingar (Cirripedia) bland kräftdjuren. Rotfotingarna är parasiter på andra kräftdjur, i de flesta fall tiofotade kräftdjur (Decapoda). Uppgifterna om artantalet varierar mycket; ITIS anger 68 beskrivna arter i 9 familjer.

## Beskrivning
Rotfotingarna har en mycket märklig livscykel. Från en frisimmande larv utvecklas honan till en rotliknande bildning som helt genomsätter krabbans inre. Den enda yttre delen är en säckliknande bildning med ägg. Extremiteter, matsmältningssystem m.m. försvinner. Parasiten utsöndrar hormoner som påverkar värddjuret. För närmare beskrivning av livscykeln se artikeln Sacculina.

## Exempel
Det mest kända släktet bland rotfotingarna är Sacculina, som parasiterar på krabbor. Släktet har 3 arter i Sverige; mest känd är Sacculina carcini.
På eremitkräftor på svenska västkusten finns åtminstone tre arter; den vanligaste är Peltogaster paguri. På trollhumrar (Galathea och Munida) förekommer arter av släktet Lernaeodiscus. Spindelkrabbor (Inachus, Macropodia) infekteras av den sacculinaliknande Drepanorchis neglecta. Vid Norges kuster finns ännu fler arter. Det finns också släkten som angriper räkor (Thompsonia) och havslevande gråsuggor (Duplorbis).

## Systematik
Kladogram enligt Dyntaxa:
| rotfotingar | \| \| Clistosaccidae \| \| \| \| \| \| Lernaeodiscidae \| \| \| \| \| \| Peltogastridae \| \| \| \| \| \| Sacculinidae \| \| \| \| \| \| Sylonidae \| \| \| \| |
|             | \| \| Clistosaccidae \| \| \| \| \| \| Lernaeodiscidae \| \| \| \| \| \| Peltogastridae \| \| \| \| \| \| Sacculinidae \| \| \| \| \| \| Sylonidae \| \| \| \| |
|             | Acrothoracica |
|             | |
|             | Ascothoracida |
|             | |
|             | Calanoida |
|             | |
|             | Cyclopoida |
|             | |
|             | Harpacticoida |
|             | |
|             | Misophrioida |
|             | |
|             | Monstrilloida |
|             | |
|             | Platycopioida |
|             | |
|             | Poecilostomatoida |
|             | |
|             | Porocephalida |
|             | |
|             | Siphonostomatoida |
|             | |
|             | Tantulocaridida |
|             | |
|             | Thoracica |
|             | |
|             | Clistosaccidae |
|             | |
|             | Lernaeodiscidae |
|             | |
|             | Peltogastridae |
|             | |
|             | Sacculinidae |
|             | |
|             | Sylonidae |
|             | |

|  | Clistosaccidae  |
|  |                 |
|  | Lernaeodiscidae |
|  |                 |
|  | Peltogastridae  |
|  |                 |
|  | Sacculinidae    |
|  |                 |
|  | Sylonidae       |
|  |                 |

## Bildgalleri

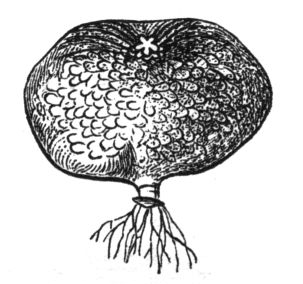
Teckning av en fripreparerad rotfoting (Clistosaccus paguri) ur H. Ludwig: Schul-Naturgeschichte, 1891
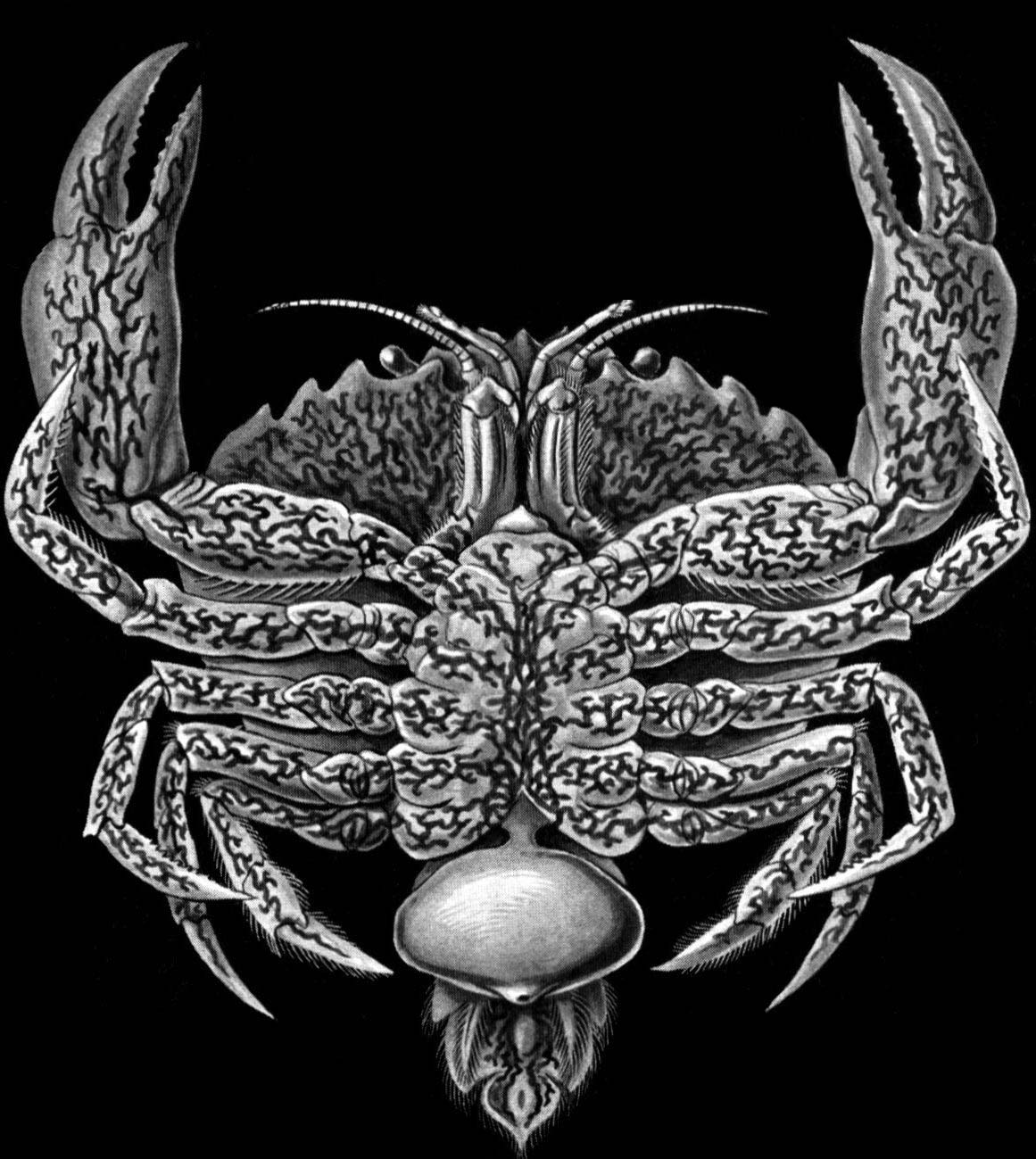
En krabba infekterad med Sacculina (från Ernst Haeckels Kunstformen der Natur)
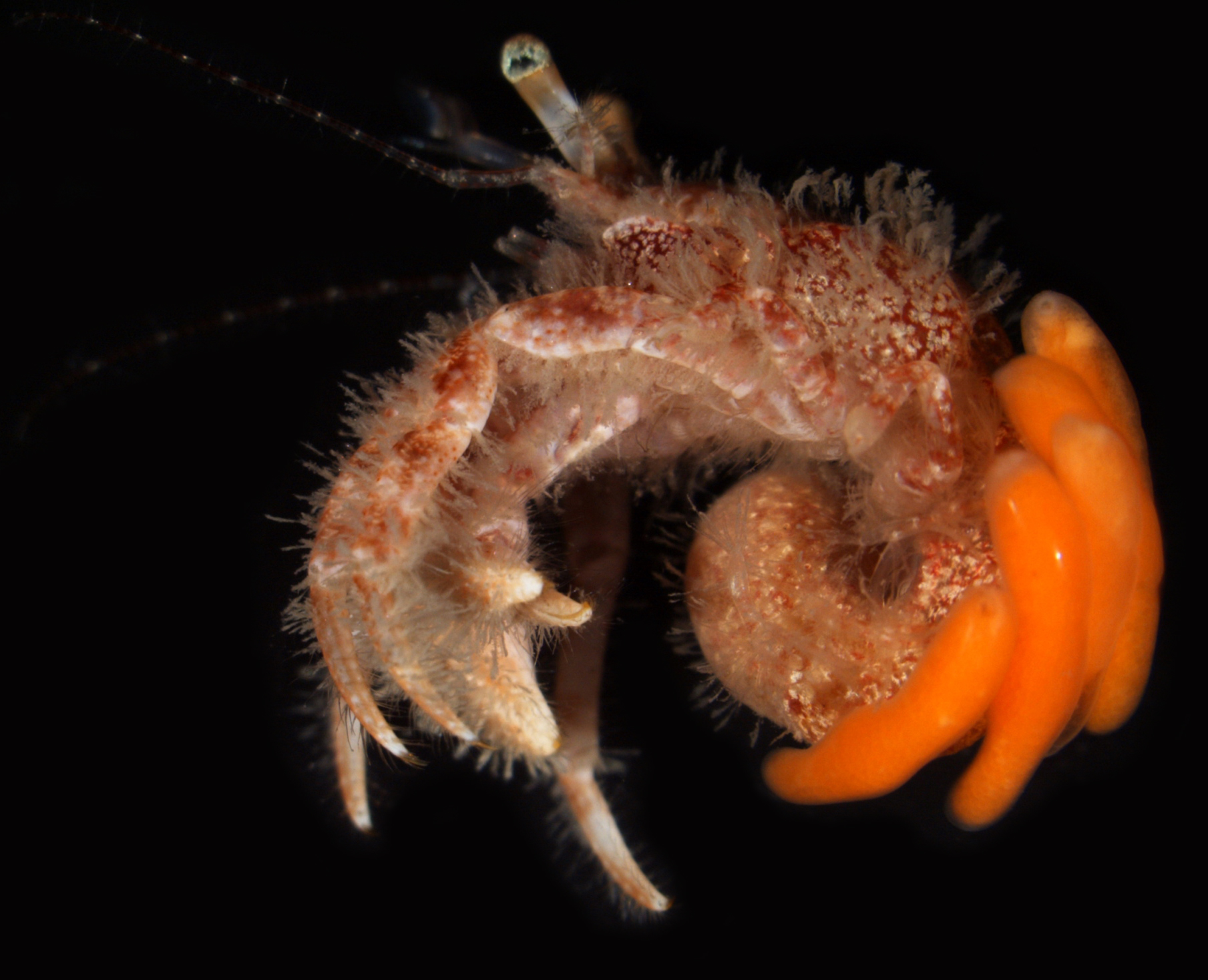
En eremitkräfta (Pagurus cuanensis) som är infekterad med rotfotingen Peltogasterella sulcata
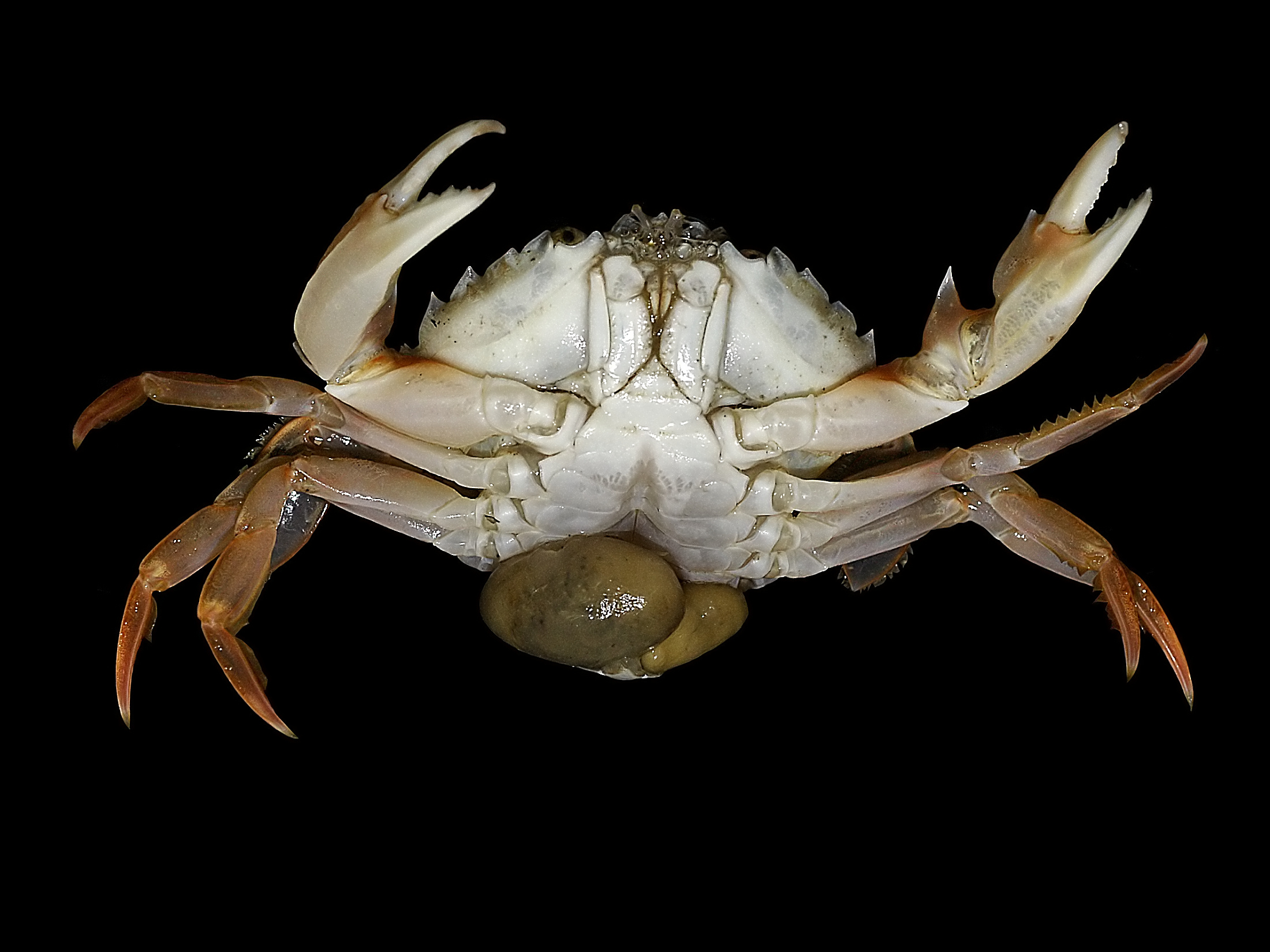
En krabba (Liocarcinus holsatus) som är dubbelinfekterad med Sacculina carcini